# Huracà Easy (1951)
Huracà Easy fou el cicló tropical més fort de la temporada d'huracans de l'Atlàntic de 1951. Fou un huracà de tipus cap Verd que es recargolà lluny de masses de terra, esdevenint el segon dels tres huracans Atlàntics de categoria 5 que no feren recalada a terra ferma — els altres foren Dog el 1950 i Cleo el 1958. Fou el cinquè cicló tropical, el quart huracà, i el quart gran huracà de la temporada.
Es formà el 2 de setembre a 1.610 km a l'oest de cap Verd. El vent s'anà intensificant fins a convertir-se en un huracà el 3 de setembre, avançant en direcció oest-nord-est a través de l'oceà Atlàntic. El 5 de setembre, assolí l'estatus de categoria 3 amb vents sostinguts màxims de 185 km/h i la seva màxima intensitat arribà el 7 de setembre quan provocà vents de 260 km/h. El cicló varià la seva posició i avançà ara en direcció nord, completant la recurvatura el 8 de setembre. A poc a poc, s'anà debilitant, passant a 190 km de les Bermudes el 9 de setembre. Continuà en direcció nord-est fins que esdevengué cicló extratropical el 12 de setembre. L'huracà no causà cap víctima mortal, encara que danyà les superestructures de diversos vaixells.

## Història meteorològica
El 2 de setembre es formà una petita tempesta tropical a l'est de l'oceà Atlàntic. Operacionalment, fou detectat per primer cop pel vaixell de vapor Barn, que reportà la presència d'una circulació atmosfèrica. En un principi, el cicló tropical es desplaçà en direcció oest, i assolí l'estatus d'huracà el 3 de setembre. El progrés d'Easy fou supervisat pels caçadors d'huracans en els dies venidors. El 4 de setembre l'huracà continuà reforçant-se, i els seus vents sostinguts màxims incrementaren fins a la Categoria 2. El 5 de setembre, esdevingué un gran huracà, i lentament s'aprofundí en les 48 hores següents. Easy continuà avançant i girà cap a l'oest a 1.045 quilòmetres al nord-est d'Anguilla. El 6 de setembre, els vents d'Easy augmentaren fins als 225 km/h, i en el mateix dia registrà la seva pressió central mínima de 957 hPa. Més tard, assolí la seva intensitat màxima estimada de 260 km/h el 7 de setembre. En aquell moment, la intensitat extrema de l'huracà impedia mesures fiables i la penetració d'avions, i els vents més forts del cicló es registraren al sud de l'ull. La gran força dels vents forçà l'avió a girar cua, així que es creu que els vents màxims de la tempesta foren encara més forts; algunes estimacions no oficials situen la velocitat del vent entre els 258 i 322 km/h.
El cicló començà a recargolar-se, mantenint l'estatus de categoria 5 durant 18 hores. El 8 de setembre Easy es debilità en un Categoria 4, alhora que girà en direcció nord-est. Easy es trobà amb el cisallament de l'huracà Fox, i els seus vents disminuïren. La recurvatura allunyà Easy de les masses de terra properes. El 9 de setembre caigué de categoria de nou, deixà de ser un gran huracà i passà pel sud-est de les Bermudes. El 10 de setembre, Easy esdevingué huracà de categoria 1 i virà cap a l'est l'11 de setembre. El 12 de setembre, Easy es convertí en una tempesta extratropical, malgrat que encara produïa vents huracanats. Els seus vents forts es debilitaren finalment el 13 de setembre, i els romanents del sistema es movien en direcció nord. Finalment, Easy es dissipà aquell mateix dia.

## Preparatius i impacte
El 9 de setembre, s'esperava que l'huracà passés a prop de Bermudes i que els vents forts de l'huracà colpissin l'illa. S'esperava que l'huracà girés cap al nord-est a causa de les interaccions amb l'huracà Fox. El servei meteorològic aconsellà als habitants de l'illa que prenguessin mesures preventives per a refugiar-se de la tempesta; els turistes i els habitants "treballaren febrilment" per enllestir a temps tots els preparatius, i les Forces Aèries dels Estats Units emeteren "una advertència formal al migdia." Nombrosos hotels i cases foren reforçats amb contrafinestres. El tràfic dificultà les evacuacions, i un centenar de turistes s'hagueren de quedar a l'illa sense viatge d'anada i tornada. L'avió de les Forces Aèries tornà als Estats Units, i el personal assegurà diverses instal·lacions de l'illa. El cicló girà bruscament lluny de l'illa, abans de causar danys greus. S'estimà que els vents sostinguts màxims havien estat d'entre 40 i 80 km/h Les línies telefòniques es mantingueren intactes, i diversos plataners foren arrencats de soca-rel pel vent.
A començaments dels anys 1950, l'alfabet fonètic conjunt exèrcit/armada era utilitzat per anomenar els ciclons tropicals atlàntics fins que el 1953 les llistes de noms van passar a contenir només noms femenins, raó per la qual el nom d'Easy no fou retirat. Easy es convertia així en una de les sis tempestes de Categoria 5 que no tenen el nom retirat; els altres han estat l'huracà Dog el 1950, l'huracà Cleo el 1958, huracà Ethel el 1960, l'huracà Edith el 1971 i finalment, l'huracà Emily el 2005.